# Neliberální demokracie
Neliberální demokracie je označení pro takový systém demokratické vlády, který sice formálně respektuje pravidla demokratického procesu, jako jsou volby, nicméně samotné volby nejsou v tomto případě zárukou dodržování základních lidských práv a svobod, jako jsou svoboda projevu, tisku či shromažďování. Jedná se tedy v podstatě o typ hybridního režimu, nesoucí v sobě prvky demokracie a autoritářství. Člověk či strana, která je u moci, uplaťňují své pravomoci nad rámec svých ústavně vymezených pravomocí a využívají své moci mj. i k omezování opozice. Systém tak selhává v omezení jednotlivých složek moci a dochází k silné koncentraci moci na jednom místě.

## Pojem neliberální demokracie
Pojem neliberální demokracie použil jako první americký politolog indického původu Fareed Zakaria ve svém článku The Rise of Illiberal Democracy, který vyšel v roce 1997 v časopise Foreign Affairs. Tento jev označil jako znepokojivý fenomén, který je možné sledovat od Peru po palestinská území, od Sierra Leona po Slovensko a od Pákistánu po Filipíny. 
Zatímco po dobu téměř století vznikalo na Západě to, co lze nazývat liberální demokracií, kterou charakterizují nejen svobodné a férové volby, ale také vláda práva, oddělení mocí a ochrana základních svobod jako svoboda projevu, shromažďování, náboženství a soukromého vlastnictví, tedy v podstatě to, co můžeme nazývat také ústavním liberalismem. Zatímco demokracie podle Zakarii v 90. letech vzkvétala, nic takového podle něho neplatilo o liberalismu. Polovina zemí, které tehdy přecházely k demokracii, si vedla lépe v politických svobodách než v občanských právech, a jednalo se proto o neliberální demokracie. 
Jev je podle Zakarii přítomný zejména v mladých demokraciích, resp. zemích, které procházejí demokratickou tranzicí. Za společný znak těchto zemí můžeme považovat existenci voleb, které mají sice více či méně pluralitní charakter, a omezování základní občanských práva. Charakteristickým rysem neliberálních demokracií je přítomnost charismatických „silných vůdců“, kteří se dovolávají vlády ve jménu lidu. Mezi takové vůdce bylo možné v 90. letech zařadit např. slovenského premiéra Vladimíra Mečiara či chorvatského prezidenta Franja Tudjmana, dnes je to například Viktor Orbán.